# Cathédrale orthodoxe de Timișoara
Placée à l'extrémité de la place de la Victoire, la cathédrale orthodoxe est emblématique de la ville de Timișoara. Située dans la région du Banat en Roumanie, la cathédrale est dédiée aux reliques de Saint-Jean de Partos, ancien métropolite de la ville.

## Architecture
Classé monument historique de Roumanie, le clocher atteint 83 mètres de hauteur et son édifice mesure 63 mètres de longueur pour 35 de largeur.  
Commencée en 1936, elle est achevée en 1946. Son architecture, Ioan D. Traianescu, s'est inspiré des sanctuaires de Moldavie[réf. nécessaire].
Le bâtiment mélange les styles néo-byzantin et néo-roumain[réf. nécessaire] avec un grand nombre des couleurs utilisées et des voûtes spécifiques .  
La cathédrale possède sept cloches de 8 tonnes chacune, leur mélodie a été composée par Sabin Drăgoi (ro).

### Galerie

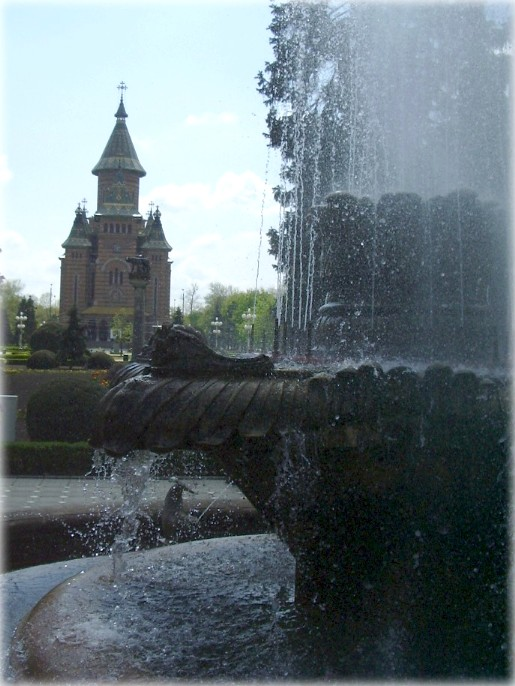
Place de la Victoire - vue sur la cathédrale
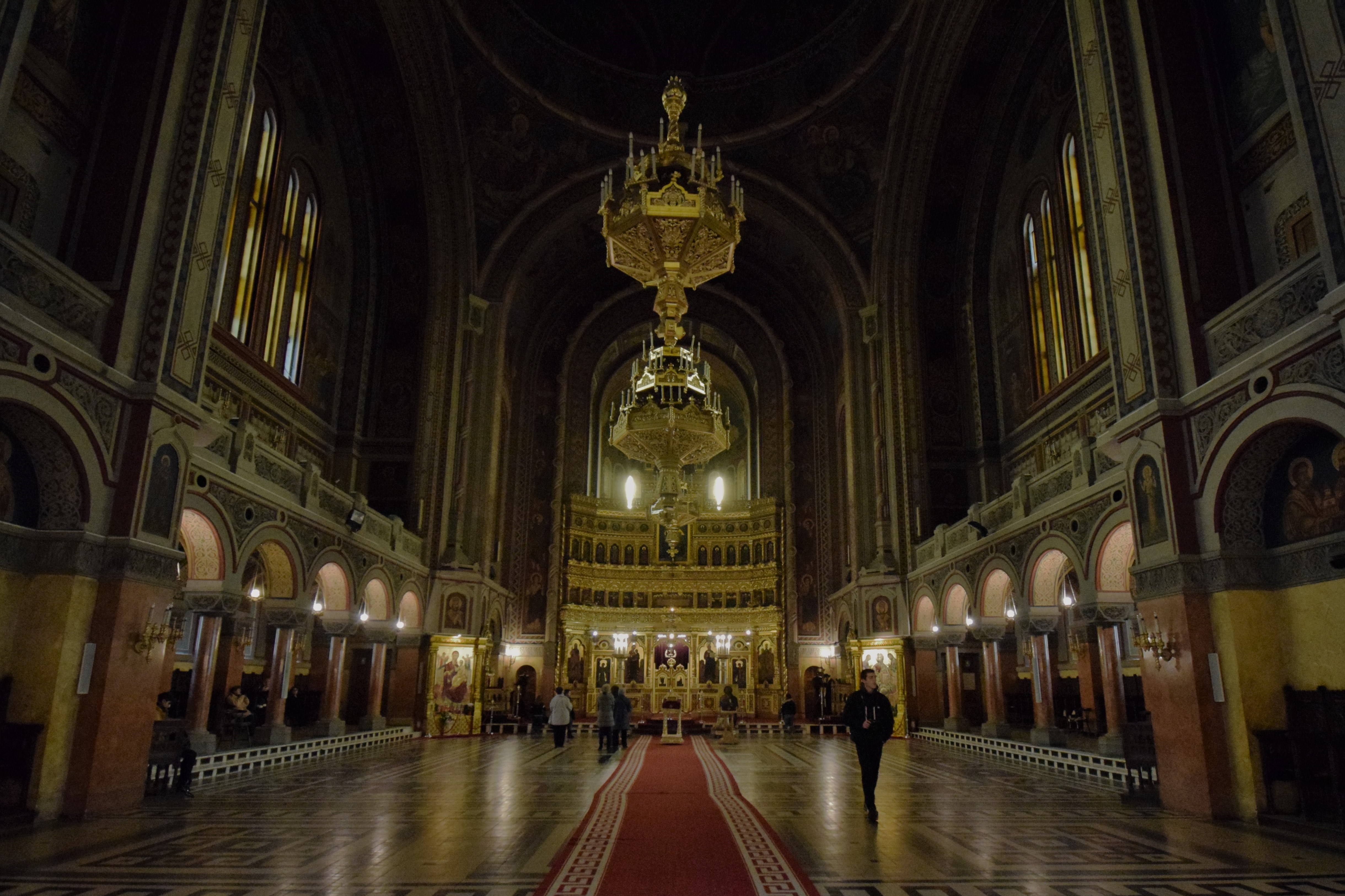
Vue de l'intérieur.
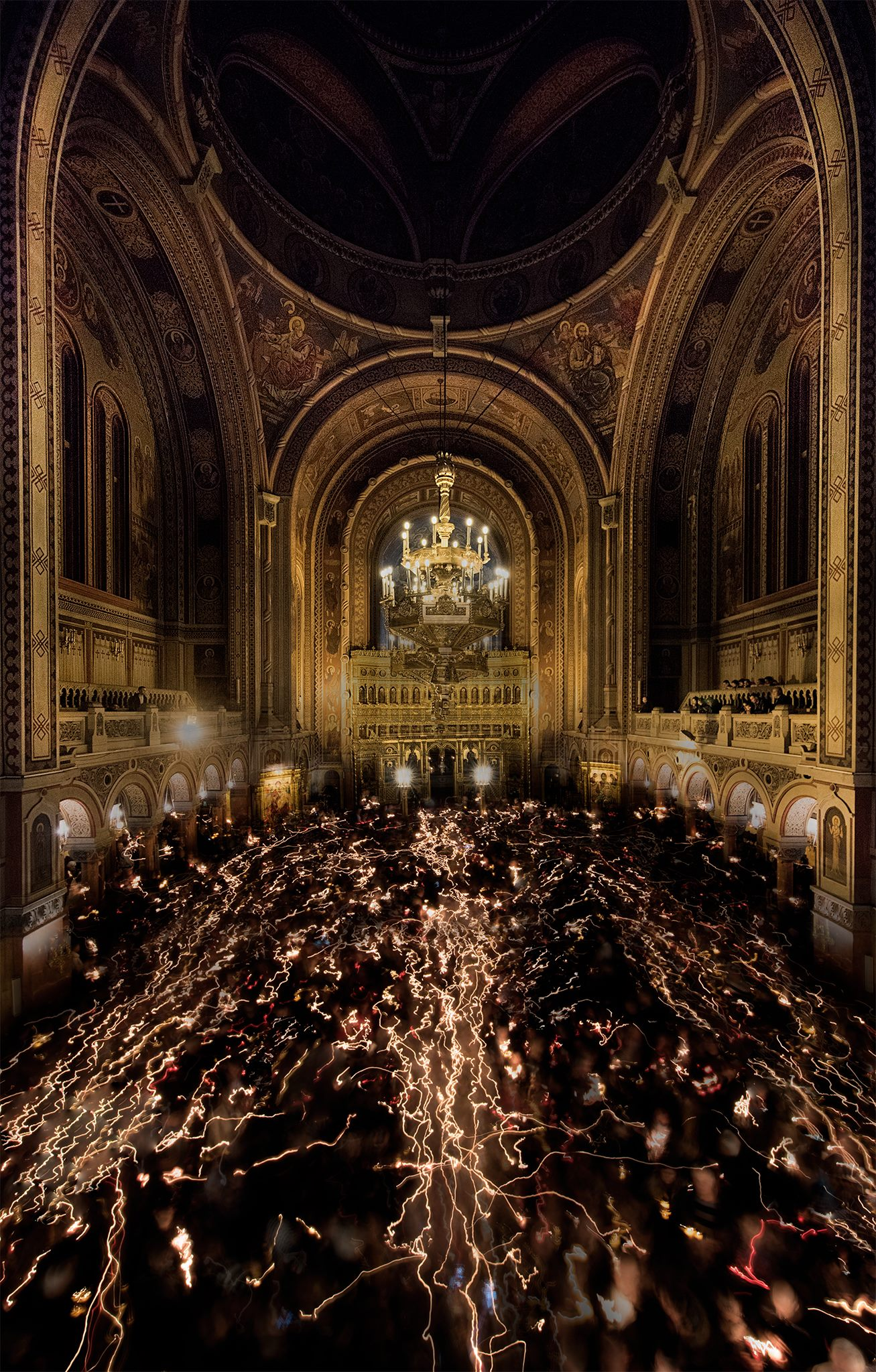
Nuit de Pâques, 2017.

### Construction
La construction de la cathédrale a du être arrêtée pendant la seconde Guerre mondiale[réf. nécessaire].